# Código de Ética Profissional do Servidor Público Civil do Poder Executivo Federal
O Código de Ética Profissional do Servidor Público Civil do Poder Executivo Federal ou Código de Ética do Servidor Público do Brasil é um manual de conduta para os servidores públicos federais do Brasil. Foi aprovado por meio do Decreto nº 1.171, de 22 de junho de 1994.

## História
A cronologia dos Estatutos do funcionalismo tem sido acompanhado por algum mecanismo, embora disperso, sobre deontologia. O atual tem sua nascença na Constituição federal, no caput e no parágrafo quarto do artigo 37 com regulamentação conferida pela Lei Federal nº 8.112/1990 e foi aprovado com a expedição do decreto presidencial nº 1171, de 22 de junho de 1994.
A instituição de um código de ética atual atendeu às necessidades observadas durante o governo Itamar Franco. Em primeiro lugar, o movimento que havia conduzido ao impeachment do presidente Fernando Collor de Mello, em 1992, criou na opinião pública uma cobrança por mecanismos eficientes de combate à corrupção. Além disso, a década de 1990 foi marcada por crises institucionais, com mudanças no papel e na estrutura dos Estados-nações e, em consequência, uma demanda por normas que orientassem a conduta dos agentes do Estado. Assim, em dezembro de 1993, o governo federal formou uma comissão especial presidida pelo jurista Modesto Carvalhosa, que elaborou o documento aprovado no ano seguinte.
O Código foi complementado por iniciativas nos anos seguintes, como a criação de uma Comissão de Ética Pública (em 1999) e o Código de Conduta da Alta Administração (2000).
Recebeu alterações pelo  Decreto nº 6.029, de 2007.

## Estrutura redacional
O Capítulo I trata das regras deontológicas, dos principais deveres do servidor público e das vedações. O Capítulo II dispõe sobre as Comissões de Ética, responsáveis por fiscalizar o cumprimento da norma. O funcionamento deficiente dessas comissões em cada órgão do serviço público vem sendo o principal desafio para tornar o código efetivo.´
Recebeu alterações pelo  Decreto nº 6.029, de 2007.

## Conclamações
A emanação do documento  manda que todo servidor público busque autorrefletir-se na magistratura do serviço público; entendendo que sua função  serve ao engrandecimento da Nação.
O texto conclama a comunidade de servidores públicos que a consciência aos princípios morais para com o bem público também refletirá na vida do próprio servidor, pois seu salário é custeado pela comunidade de contribuintes, que inclui o  servidor. Dispõe que o trabalho desenvolvido pelo servidor deve ser compreendido, pelo próprio servidor, como acréscimo ao seu próprio bem-estar, já que, como cidadão é integrante da mesma sociedade .

### Norte éticomater
O documento aponta que o norte ético principal da ação do servidor público é decidir entre o honesto e o desonesto e não somente entre o legal e o ilegal, o justo e o injusto, o conveniente e o inconveniente, o oportuno e o inoportuno.

## Função pública versus vida privada
O código reclama que o servidor deve perceber a sua função pública como exercício profissional e, portanto, se integra na vida particular de cada servidor. Assim, as condutas, falatórios,  fatos, atos e atitudes construídas no cotidiano da sua vida privada e social poderão acrescer ou diminuir o seu bom conceito funcional.

## Responsabilidades e etiquetas com os colegas
A letra do documento emana que o servidor deva ter como principio ético, respeito aos colegas, e no capítulo das vedações diz que o servidor não pode prejudicar deliberadamente a reputação de outros servidores ou de cidadãos que deles dependam.

## Alcoolismo
O código de ética veda que os servidores se apresentem embriagados no serviço e que, mesmo fora do serviço, a embriaguez habitual atenta contra a moral da magistratura do serviço público.

## Abrangência
O diploma legal é da competência da administração Federal, porém, assim como a Lei 8.112/90 é norteadora para os respectivos Estatutos do funcionalismo dos estados, Distrito Federal e dos municípios, o Código de Ética da União também é base para a construção dos códigos das administrações estaduais e municipais, por exemplo, o Código de Ética do Servidor Público Municipal de São Carlos e ainda serve, por analogia, para entes que ainda não instituíram o código de ética que lhes compete.

## Socialização
O código deve ser divulgado por órgãos públicos, pelo próprio servidor público e pelos sindicatos.